# Trastorn de l'espectre autista

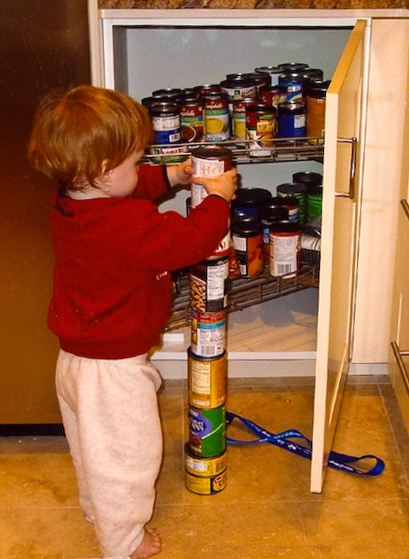
El repetitiu apilament d'objectes està associat amb l'autisme

L'espectre autista (en anglès: autism spectrum, o autism spectrum disorder, o ASD) descriu un ventall de condicions classificades com trastorns neurodesenvolupamentals en el DSM-5. Els individus diagnosticats com trastorn de l'espectre autista presenten dos tipus de símptomes: problemes en la comunicació social i la interacció social i patrons de comportaments, interessos o activitats restringits i repetitius.
El DSM-IV, publicat el 1994, definia l'autisme i els seus trastorns associats com “trastorns generaltizats del desenvolupament” (TGD). En el DSM-5, aquesta definició ha estat substituïa pel terme trastorns de l'espectre autista (TEA), que han estat inclosos al seu torn dins una categoria més àmplia de “trastorns del neurodesenvolupament”. Apareix a la infantesa i engloba diagnòstics relacionats amb dèficit en la comunicació, dificultats per integrar-se socialment, una exagerada dependència de les rutines i hàbits quotidians, i una alta intolerància a qualsevol canvi o a la frustració.

## Subcategories diagnòstiques
Malgrat que la cinquena edició del  Manual de diagnòstic i estadística dels trastorns mentals (DSM-5) no distingeix tipus diferents dintre de l'espectre d'autista més enllà de quantificar els trastorns socials d'una banda i els comportamentals de l'altra, es poden diferenciar diverses formes:
- Autisme «prototípic», caracteritzat per no existir cap alteració neurològica aparent ni dèficit cognitiu. La intel·ligència d'aquestes persones de vegades és superior del normal, però no facilita la seva adaptació al món. Aquesta adaptació al món pot variar considerablement d'un individu a un altre. Alguns presenten molt poques limitacions en el seu dia a dia i parlen correctament, mentre que altres parlen poc o de forma atípica i són totalment dependents del seu entorn per sobreviure. Tanmateix, malgrat aquestes diferències, gairebé tots comparteixen la capacitat de fer tasques cognitives a un nivell molt alt en una àrea determinada, el que indica la presència d'intel·ligència. Això es pot manifestar, per exemple, mitjançant el coneixement de lletres i números des de l'edat de 2-3 anys, o l'execució, a partir de 3 anys, de trencaclosques generalment fets per nens de 5 anys. Fins ara, no s'han identificat anomalies genètiques diferents de les observades a la població general. Clàssicament s'han diferenciat dos tipus:[4]
  -  L'autisme infantil o de Kanner, descrit pel psiquiatre americà Leon Kanner en els anys 1940. Inclou a nens que, més enllà del seu aparent desinterès per l'entorn humà, solen presentar un retard important en el llenguatge verbal. Quan comencen a parlar, utilitzen un llenguatge particular, fet de repeticions i, aparentment, no  comunicatiu. No presenten dèficit intel·lectual i estan particularment dotats en habilitats específiques, en particular en la memòria verbal (p. ex., recorden fàcilment els horaris dels transports públics, texts que han llegit o escoltat o fets històrics) i la música.
  - La  síndrome d'Asperger descrit pel psiquiatre austríac Hans Asperger l'any 1944. Es distingeix per un llenguatge precoç i comprensible, així com per una intel·ligència normal i, de vegades, superior a la mitjana, manifestant-se per interessos intensos per a una àrea concreta.

- Autisme «sindròmic», caracteritzat per l'existència d'una anomalia concomitant, generalment genètica, com ara la  síndrome del cromosoma X fràgil, o una deleció en múltiples llocs del genoma (que també es pot trobar en persones no autistes). Afecta a prop d'una de cada deu persones diagnosticades d'autisme. Malgrat que aquesta forma d'autisme es va fusionar amb les dues anteriors en la DSM-5, a diferència dels autistes "prototípics", la gran majoria d'ells presenten una veritable discapacitat intel·lectual i sovint són propensos a atacs  epilèptics. Tot i que aquestes persones es troben dins de la definició actual d'autisme, hi ha una considerable incertesa sobre la relació entre l'autisme sindròmic i els prototípics, així com la justificació per incloure aquests dos grups en una categoria comuna. Determinar aquesta falta de relació causal pot resultar difícil en síndromes molt infreqüents, però n'hi ha alguns en els que ha estat possible, com el síndrome de Rett, esclerosis tuberculosa, fenilcetonúria no tractada, rubeoloa congènita síndrome de Prader-Willi, trastorn desintegratiu de la infància i la Deficiència de BCKDK.[5][6]

## Símptomes
Els pacients amb algun trastorn de l'espectre autista (TEA) poden tenir una consciència interoceptiva més deficient que les persones que no presenten aquest trastorn. Es planteja la hipòtesi que aquesta disminució en la precisió interoceptiva es deu a l'alexitímia, que sovint s'associa amb els TEA.

## Controvèrsia sobre la vacuna
L'afirmació més controvertida respecte l'etiologia de l'autisme va ser sobre la vacuna SRP. Originada d'un cas de frau científic, suggeria que l'autisme resultava del danys cerebral causat per component de la vacuna.No hi ha evidència científica convincent que suporti aquesta hipòtesi. El 2014 una meta anàlisi que va incloure 1,25 milions de nens de diferents parts del món va concloure que cap dels components de la vacuna portaven a desenvolupar TEA.